# Paul Weir (boxe anglaise)
Paul Weir est un boxeur écossais né le 16 septembre 1967 à Glasgow.

## Carrière
Passé professionnel en 1992, il remporte le titre vacant de champion du monde des poids pailles WBO le 15 mai 1993 en battant par arrêt de l'arbitre au 7e round Fernando Martinez. Après une défense victorieuse contre Lindi Memani cinq mois plus tard, Weir laisse son titre vacant pour affronter Josue Camacho en mi-mouches, ceinture WBO en jeu. Il perd ce combat aux points mais remporte son second combat pour cette ceinture le 23 novembre 1994 aux dépens de Paul Oulden. Le boxeur écossais bat ensuite Ric Magramo puis s'incline contre Jacob Matlala le 18 novembre 1995. Battu également lors du combat revanche, il met un terme à sa carrière en 2000 sur un bilan de 14 victoires et défaites.